# Ferdinand-Joseph Moulart
Pour les articles homonymes, voir Moulart.
Ferdinand-Joseph Moulart, né le 4 août 1832 à Saint-Sauveur en Belgique et mort le 10 juillet 1904 à Heverlee, est un ecclésiaste et professeur de droit civil canonique à l'université catholique de Louvain. 
Il est prêtre du diocèse de Tournai en 1857 et est nommé chanoine honoraire de Tournai en 1907. Il est aussi Doyen de la faculté de théologie de l'université catholique de Louvain de 1892 à 1894.
Il est connu pour être à l'origine de l'ouvrage L'Église et l'État ou les deux puissances, leurs origines, leurs rapports, leurs droits et leurs limites qui a suscité une vaste polémique dans le milieu du droit canonique belge.

## Biographie

### Jeunesse
Ferdinand-Joseph Moulart est né dans une famille catholique pratiquante où des valeurs de bonté lui seront inculqués, c'est là que son désir de devenir prêtre nait. Il fait ses études d'humanités au Collège de la compagnie de Jésus à Tournai. Après avoir brillamment réussi sa Rhétorique, il est nommé prêtre le 18 juillet 1857.
Après avoir reçu son caractère sacerdotal, il est envoyé à l'Alma mater par ses maîtres et son évêque qui voient en lui des qualités de piétés pour suivre des études universitaires de droit canonique. Au cours de son parcours universitaire, il rédige sa thèse de doctorat : De Sepultura et coemeteriis en 1862, traitant de la question des sépultures chrétiennes. La même année, il devient docteur en droit canonique à l'Université catholique de Louvain et est nommé Professeur de droit civil canonique.

### Carrière

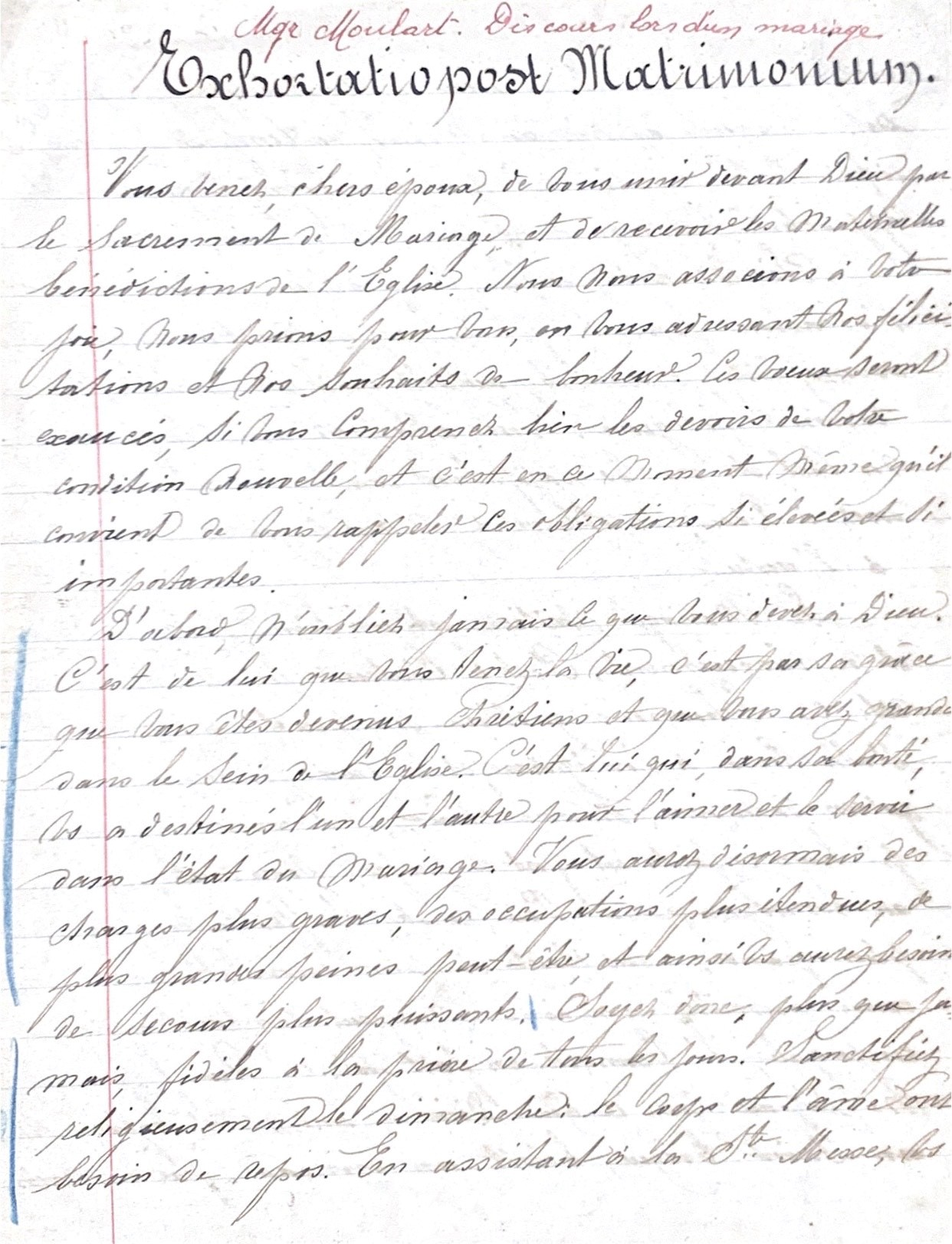
Discours de Ferdinand-Joseph Moulart lors d'un mariage

Sa carrière se scinde en deux pôles complémentaires que sont le droit et la théologie. En sa qualité de prêtre Diocésain et de Professeur de droit canonique à la faculté de théologie de l'Université catholique de Louvain. Sa carrière de prêtre est marquée par son engagement dans la charité et sa carrière de professeur est marquée par sa position catholique libérale jugée hétérodoxe par ses pairs.
À 24 ans, il devient prêtre du diocèse à Tournai. En tant que prêtre, il œuvra notamment contre la pauvreté à travers la société de Saint-Vincent-de-Paul qui est une organisation de bienfaisance catholique fondée à Paris en 1833 par un groupe de laïcs catholiques. En tant que prêtre, il s'occupe notamment de mariages et effectue des discours de mariages, des sermons d'adoration perpétuelle et sur l'Immaculée Conception.
En 1862, professeur de droit canonique à l'Université catholique de Louvain en faculté de théologie, il publie en tant que professeurs divers opuscules et articles qui traitent dans la grande majorité des cas du rapport entre l'Église et l'État. Il prononce le discours aux grades académiques de la faculté de théologie en 1866. Il est nommé doyen de cette même faculté en 1892 et y exerce jusqu'en 1894.

## Œuvres
Son œuvre est au carrefour du Droit et de la Théologie, ce sont les thèmes principaux qui ont régi celle-ci. En 1862, sa thèse, De sepultura et coemeteriis, jugée brillante[Par qui ?] lui vaut d'être nommé professeur de droit canonique. Sa thèse, soutenue en 1862, a pour idée principale que la sépulture chrétienne ne devrait être régie que par l'Église et non pas par l'État. En effet, il considère que le corps d'un chrétien confié à la terre doit reposer dans une sépulture chrétienne dont les seuls ayants droit seraient l'Église et les autorités ecclésiastiques.
Il écrit ensuite son œuvre principale, L'Église et l'État ou les deux puissances, leurs origines, leurs rapports, leurs droits et leurs limites en 1877 mais ne la publie qu'un an plus tard. L'ouvrage est composé de quatre livres distincts qui ont chacun une fonction particulière dans son raisonnement. Le premier livre est un exposé de ce que sont pour lui les deux puissances que sont l'Église et l'État. Pour le chanoine, L'Église et l'État émanent tous deux de Dieu. L'une émane de Dieu auteur de la grâce et l'autre de Dieu auteur de la nature. Il aborde l'origine du pouvoir politique ainsi que la forme de gouvernement de l'église et affirme que la religion est nécessaire à l'État et de fait rejette toute idée de libéralisme et de gallicanisme. Cependant, il insiste sur le fait que l'Église peut approuver toutes les formes de gouvernement, qu'il soit monarchique, démocratique ou même encore aristocratique tout en rejetant l'idée d'une monarchie de droit divin (qu'il attribue aux gallicans et protestants) en se basant sur les travaux du théologien Francisco Suárez. Sa théorie est basée sur une communication médiate de l'autorité de Dieu au souverain par l'intermédiaire de la société politique.
D'une part, le livre 2 est plus complexe et aborde précisément les rapports entre l'église et l'État. Il distingue les deux puissances et déclare l'indépendance du pouvoir spirituel par rapport aux deux puissances. Sa pensée peut être résumée par cette déclaration : « En matière spirituelle, le pouvoir civil est directement soumis à l'Église ; en matière politique, il l'est indirectement. » Pour le chanoine, les régimes de liberté et de tolérances que l'on considère comme modernes sont dangereux pour le pouvoir spirituel. De ce fait, les États hérétiques ainsi que les États catholiques censés être protecteurs de l'Église sont dangereux pour le pouvoir spirituel, car ils peuvent museler et réduire au silence le pouvoir spirituel ce qui établirait la suprématie du pouvoir civil. Le chanoine développe l'idée que l'État indifférent est plus apte à laisser ses libertés à l'Église et ne pas entraver ses actions même s'il souligne que l'Église doit engager la responsabilité de l'État indifférent et du peuple à faire entrer des idéaux évangélistes au sein des institutions publiques.
D'une autre part, les livres 3 et 4 traitent des droits propres de chaque puissance comme celle du droit pour l'église de posséder des biens temporels, de l'enseignement et de la question des mariages. Il y défend ses positions catholiques et la suprématie du pouvoir spirituel.
Cet ouvrage est considéré comme étant l'une des œuvres les plus importantes de la Faculté de théologie durant le XIXe siècle. Traduit en hongrois et en allemand, sa seconde édition est devenue le livre de référence de la doctrine du Zentrumspartei en Allemagne.
Enfin, à travers une œuvre intitulée, Des fabriques d'églises et de l'administration de leurs biens, publiée en 1899, il dresse une série de propositions concernant la gestion des biens de l'église. Considérée comme un de ses œuvres majeures, il dresse l'état de l'administration des biens de l'Église et prend position concernant la séparation de l'Église et l'État. Les évêques trouvent ses positions hasardeuses et incorrects et lui demande de fournir des explications plus précises, ce à quoi il s'astreint. Les évêques se déclarent satisfait.

## Controverse
|  |

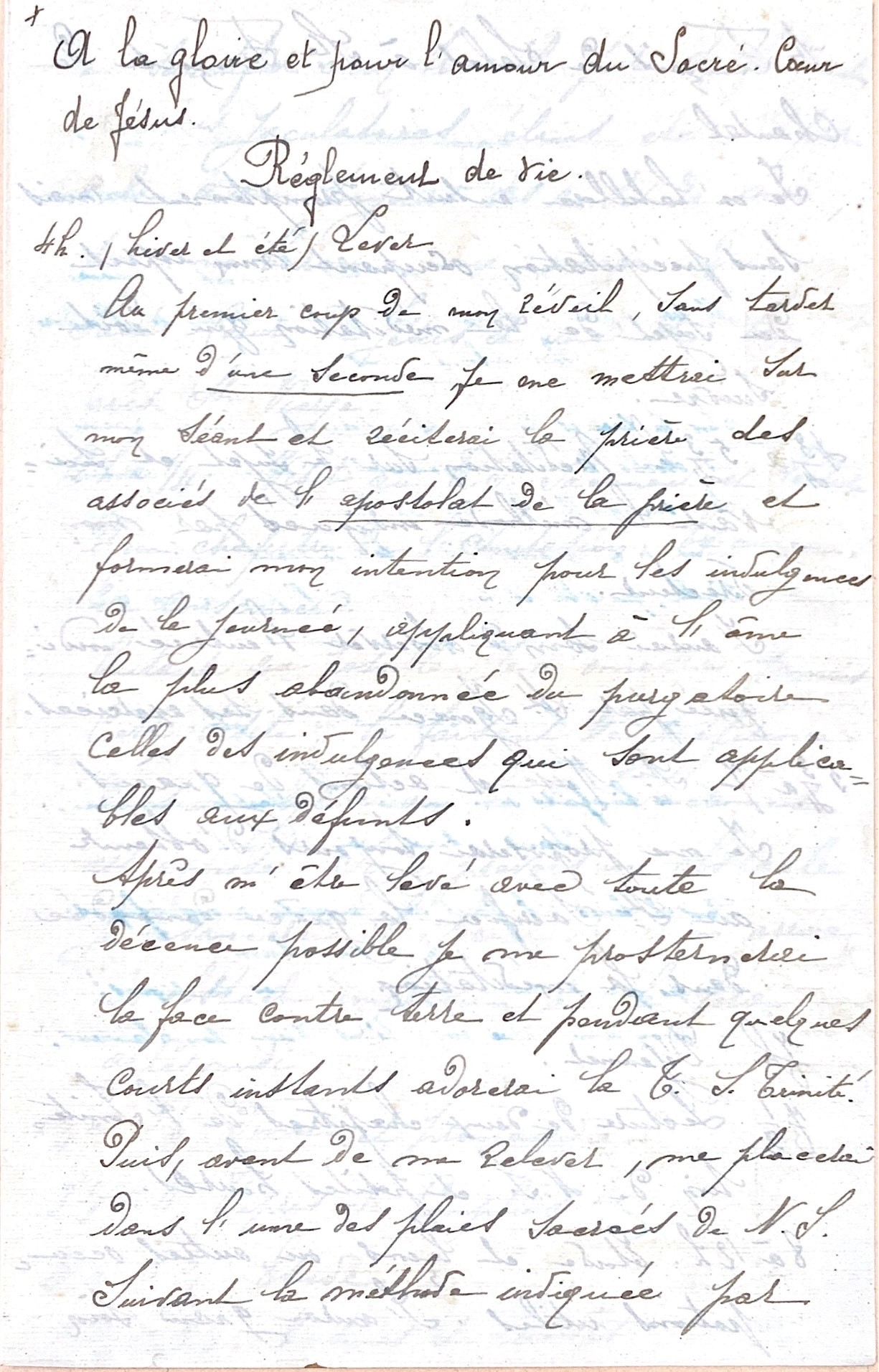
Règlement de vie

Avec l'écriture de son œuvre principale L'Église et l'État ou les deux puissances, leurs origines, leurs rapports, leurs droits et leurs limites, Ferdinand-Joseph Moulart provoque une polémique au sein de l'Université catholique de Louvain. En effet, Ferdinand-Joseph Moulart, qui se déclare pourtant être ultramontain en condamnant l'idée d'un certain divorce entre la religion et la politique, va cependant dans cet ouvrage encourager une perception assez modérée, car il va louer l'idée que la constitution populaire peut être établie par la volonté du peuple. Son discours ultramontain glisse donc doucement vers un discours qu'on pourrait lier au catholicisme libéral, car au final, Ferdinand-Joseph Moulart va sembler préférer le concept de séparation relative de l'Église et de l'État à la thèse de l'union du trône et de l'autel. Il a donc été accusé de tenir une position catholique-libéral par Charles Périn (Professeur à la Faculté de droit de l'université et leader d'un groupe ultramontain extrémiste en Belgique), et par Edmond Dumont (prêtre belge du diocèse de Tournai), qui ont poussé la controverse à l'extrême en tentant même de faire censurer son ouvrage par le Saint-Siège à Rome.
Cette investigation est très importante pour comprendre l'évolution de la position de l'Église catholique en ce qui concerne la relation de l'État et de cette dernière. Effectivement, après plusieurs incompréhensions, c'est bien Ferdinand-Joseph Moulart qui eu gain de cause, ce qui montre que l'Église s'appuya petit à petit à cette hypothèse catholique libéral.

## Vie privée
Ferdinand-Joseph Moulart était extrêmement rigoriste et très méticuleux, il planifiait d'ailleurs toutes ses journées dans son règlement de vie de manière très précise et détaillé. À titre d'exemple, de cinq heures moins le quart à six heures moins le quart, il avait pour habitude de méditer.
Selon M. De Baets (professeur et doyen à la faculté de théologie), il éprouvait un amour fort pour l'Alma Mater, et l'enseignement qu'il y pratiquait était sa constante préoccupation. Il était réputé pour avoir un certain don pour la communication, captant l'attention de tous ceux qui l'écoutaient. Il était aussi profondément pieux et doté de solides vertus chrétiennes.
Cependant, il traversera une phase très difficile lors de l'investigation par le Saint-Siège de son ouvrage car à cause de plusieurs incompréhensions, il fut dans un premier temps blâmé par le Pape. Il dira même : « Ce ne sont pas seulement mes doctrines qui sont suspectées, c'est mon honneur, ce bien sacré sur lequel l'Esprit Saint lui-même nous a ordonné de veiller avec soin. ».

## Récompenses et distinctions
Ferdinand-Joseph Moulart devient président de la Société littéraire de Liège, il est cependant difficile de dater son intronisation en tant que président bien qu'une revue d' Histoire Ecclésiastique publiée en 1910 apporte des éléments personnels de son discours d'intronisation.
A titre posthume, il est fait chanoine honoraire de Tournai en 1907, pour son engagement dans la christique et son engagement dans la charité chrétienne.

## Publications
- 1862 : De sepultura et coemeteriis,  Louvain, Joseph Van Linthout.
- 1878 : L'Église et l'État ou les deux puissances, leurs origines, leurs rapports, leurs droits et leurs limites, Louvain, C. Peeters.
- 1899 : Des fabriques d'églises et de l'administration de leurs biens, Louvain, C. Peeters.

#### Ouvrages
- L. Courtois, L'apport des théologiens belges à l'exégèse du Nouveau Testament durant la crise moderniste (1892-1914) : Paulin Ladeuze (1870-1940), Louvain-La-Neuve, 2007, p. 250-251.
- L. Kenis, The louvain faculty of theology and its professors: 1834-1889, Leuven, Koninklijke Academie, Bruxelles, 1989, p. 414.
- Université catholique de Louvain, Annuaire de l'Université Catholique de Louvain, Joseph van Linthout, 1905, p. 52-57.
- J-C. Dupuis, Le Cardinal Taschereau et le catholicisme libéral (1820-1898), Québec, Fondation littéraire Fleur de Lys, 2014, p. 84-86.

#### Revue
- P. Ladeuze, Revue d'histoire ecclésiastique, tome XI, 1910.

#### Archives
- Fond FI004, Archives de Ferdinand-Joseph Moulart, Université catholique de Louvain, 1862-1894, p. 61.